# Naturpark Nagelfluhkette
Naturpark Nagelfluhkette er den første grænseoverskridende Naturpark mellem Tyskland og Østrig, og er dermed et internationalt pilotprojekt. Det blev godkendt 1. januar 2008 af det Bayerske Miljøministerium, med beskyttelse, pleje og udvikling af natur og landskab som de vigtigste mål.

## Størrelse
Naturparken omfatter 24.700 hektar i Oberallgäu og 16.300 hektar i den tilgrænsende Bregenzerwald.
Seks kommuner i Oberallgäu, og otte kommuner i Vorarlberg har slået sig sammen om dette projekt:
| Tyskland - Balderschwang - Blaichach - Bolsterlang - Immenstadt - Oberstaufen - Obermaiselstein | Østrig - Doren - Hittisau - Krumbach - Langenegg - Lingenau - Riefensberg - Sibratsgfäll - Sulzberg |

## Beliggenhed
Nagelfluhkette er en bjergkæde ved nordranden af Allgäuer Alperne. Vandring af vejen på kædens bjergkam er blandt de foretrukne i Oberallgäu. Den begynder på Mittagberg (1.451m) i Immenstadt, og strækker sig 24 km og passerer 13 toppe til Hochhädrich i Hittisau i Østrig. Den højeste top i Nagelfluhkette er Hochgrat der er 1.834 meter. Området har over korte afstande en højdeforskel på 1.400 meter, hvilket er med til at gøre landskabet så afvekslende, og giver muligheder for vandring og cykling for både begyndere og øvede. Da området er under naturbeskyttelse, er der selvfølgelig visse begrænsninger, men der er god skiltning og muligheder for guidede ture fra maj til september, for eksempel omkring Krumbach.

## Organisering
Oprettelsen af Naturparken er støttet af den EU indenfor rammerne af INTERREG IIIA Alpenrhein–Bodensee–Hochrhein. Naturparken er den første af sin art i Bayern, men er samtidig ikke medlem af Østrigs officielle naturparker. Derfor er hele projektet nærmere en hensigtserklæring om bæredygtigt landbrug, inddragelse af skoler, og bæredygtig turisme. Naturparken forvaltes fra Bühl am Alpsee på tysk side og af de enkelte kommuner på østrigsk.